# Talete (nome)
Talete  è un nome proprio di persona italiano maschile.

## Varianti in altre lingue
- Ceco: Thalés
- Esperanto: Taleso
- Francese: Thalès
- Greco antico: Θαλής (Thales)[1]
- Inglese: Thales
- Irlandese: Tailéas
- Lettone: Talis
- Lituano: Taless
- Slovacco: Táles
- Spagnolo: Tales
- Tedesco: Thales
- Ungherese: Thalész

## Origine e diffusione
Deriva dal greco θαλλω (thallo), "germogliare", e significa quindi "germoglio", "ramoscello".

## Onomastico
Il nome è adespota, cioè non è portato da alcun santo, quindi l'onomastico si festeggia il 1º novembre, giorno di Ognissanti.

## Persone

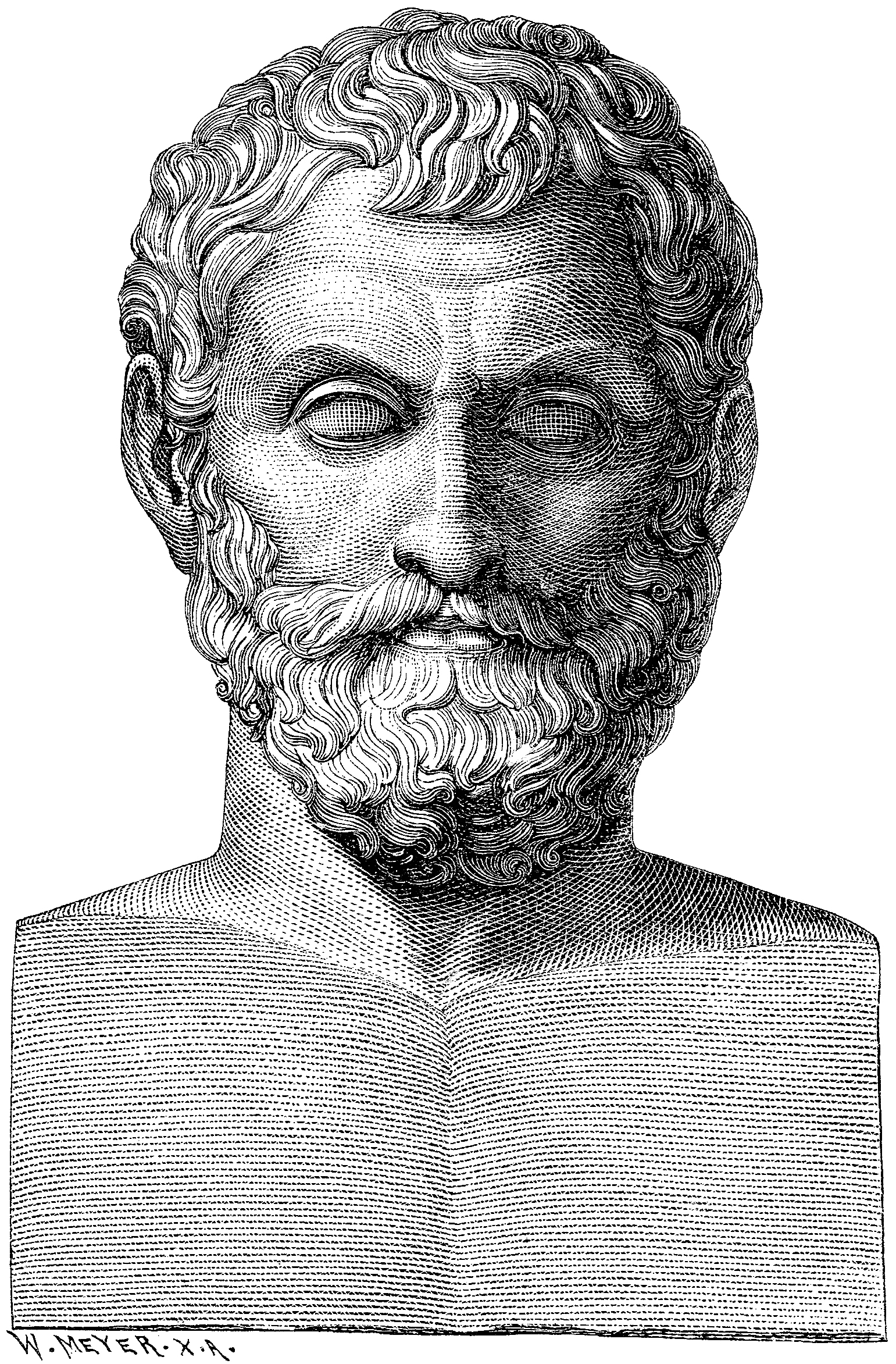
Talete

- Talete, filosofo greco antico

### Varianti
- Thales Leites, artista marziale brasiliano
- Thales Monteiro, cestista brasiliano